# Kinmirai Seiji Kenkyūkai
Das Kinmirai Seiji Kenkyūkai (jap. 近未来政治研究会, dt. „Forschungsrat für Politik der nahen Zukunft“) war in dieser Form von 1998 bis 2024 eine Faktion innerhalb der japanischen Liberaldemokratischen Partei (LDP). Sie stand zuletzt unter Vorsitz von Hiroshi Moriyama, der den bei der Unterhauswahl 2021 abgewählten Nobuteru Ishihara ersetzte. Häufiger wurde und wird sie wie nahezu alle Faktionen nach ihren Führungspolitikern als Yamasaki-Faktion (山崎派 Yamasaki-ha; 1998–2012), Ishihara-Faktion (石原派 Ishihara-ha; 2012–2021) und Moriyama-Faktion (森山派 Moriyama-ha; 2021–2024) benannt. Mit zuletzt nur noch acht Mitgliedern in beiden Kammern des Nationalparlaments war sie die kleinste Faktion der LDP.
Sie wurde von Taku Yamasaki gegründet. Sie entstand 1998 als Abspaltung aus der ehemaligen Faktion von Michio Watanabe, deren Reste heute im Shisuikai von Bunmei Ibuki organisiert sind. Im Oktober 2007 hatte sie noch 35 Mitglieder, 2017 nur noch 14. In der Nachfolgekrise um Premierminister Shinzō Abe hat die Yamasaki-Faktion Yasuo Fukuda bei der Wahl des Parteivorsitzenden unterstützt.
In der Folge des 2023 öffentlich gewordenen Skandals um schwarze Kassen der Abe- und weiterer LDP-Faktionen beschloss die Moriyama-Faktion im Januar 2024 ihre Auflösung.